# Kuriyagawa Hakuson
Kuriyagawa Hakuson (廚川 白村, 19 novembre 1880 - 2 septembre 1923) est le nom d'auteur d'un critique littéraire japonais, actif au cours de l'ère Taishō du Japon. Son véritable nom est Kuriyagawa Tatsuo.

## Biographie
Né à Kyoto, Kuriyagawa Hakuson est diplômé de l'université impériale de Tokyo, où il a étudié auprès de Koizumi Yakumo et Natsume Sōseki. Il est lui-même plus tard professeur à l'université de Kumamoto et à  l'université impériale de Kyoto. Il enseigne la littérature occidentale du XIXe siècle et critique l'écriture japonaise traditionnelle naturaliste et romantique. Ses écrits comprennent entre autres : Kindai bungaku jukko (« Dix aspects de la littérature moderne », 1912), Zoge no to o dete (« Quittez la tour d'ivoire! », 1920) et Kindai no ren-aikan (« Vues modernes sur l'amour », 1922).
Dans Kindai no ren-aikan Hakuson considère le « mariage d'amour » (renai kekkon) comme une pratique indiquant une société et une nation avancées, par opposition au mariage arrangé, couramment pratiqué à l'époque au Japon.
Il périt lorsqu'un tsunami balaie sa propriété près de la plage de Kamakura, préfecture de Kanagawa, au cours du séisme de 1923 de Kantō.

## Source de la traduction
- (en) Cet article est partiellement ou en totalité issu de l’article de Wikipédia en anglais intitulé « Kuriyagawa Hakuson » (voir la liste des auteurs).